# Tuhrina
Tuhrina (węg. Turina) – wieś (obec) na Słowacji położona w kraju preszowskim, w powiecie Preszów. Najstarsze pisemne wzmianki o miejscowości pochodzą z 1397 i 1427 roku.